# マイケル・ポンティ
マイケル・ポンティまたはミヒャエル・ポンティ（Michael Ponti, 1937年10月29日 - 2022年10月17日）は、ドイツ出身のアメリカ合衆国のクラシック音楽のピアニストである。

## 経歴
アメリカ陸軍の報道官の子として生まれる。渡米後に1954年から1955年までワシントンD.C.において、レオポルド・ゴドフスキー門下のギルマー・マクドナルドにピアノを師事した。1955年に家族とともにドイツに戻ってフランクフルト音楽・舞台芸術大学に入学し、エミール・フォン・ザウアーの門弟で助手であったエーリヒ・フリンシュから指導を受けた。ソリストとしての活動の傍ら、室内楽奏者としても活動し、1977年にヴァイオリニストのローベルト・ツィマンスキーとチェリストのヤン・ポラーシェクとともに、自身のピアノ三重奏団を結成したが1999年に解散。2000年に脳梗塞のため右半身の自由を失い、以後はパウル・ヴィトゲンシュタインが委嘱した左手用の作品などを演奏した。
2022年10月17日、自宅のあるガルミッシュ＝パルテンキルヒェンで亡くなった。

## 録音
才気走った解釈と超絶的な技巧演奏によって、ロマン派音楽に最適のヴィルトゥオーゾとして知られてきた。一方で1980年代以降のライヴ録音では、古典派音楽の繊細な解釈も披露している。
LPとCDでは、米ヴォックス・レコーズに入れた多量の録音で知られる。同社は他社との競争に耐えるため、知られざるロマン派音楽の作品の網羅という、今でこそ珍しくないが当時としては先駆的な事業に着手。ヴォックス社は経費削減のため、これらの録音ではスタジオに缶詰にして、録音はアップライトピアノを使わせ、睡眠は毛布一枚でとることをポンティに強いたと言い伝えられているが、実際にはそのようなことはなかった。ピアノ協奏曲でのソリストとしてポンティを大々的に起用した。一部のみならず、幅広く録音したことを通じて多くの音楽愛好家を生み出した。録音数は優に80点を超えている。イグナツ・モシェレスやシャルル＝ヴァランタン・アルカン、ジギスモント・タールベルク、ハンス・ブロンサルト・フォン・シェレンドルフらの協奏曲の初録音も行なっている。モーリッツ・モシュコフスキのピアノ協奏曲ホ長調の最初の録音もここで行われた。
日本では1980年代初頭にワーナーパイオニアから主なものが国内盤として発売された。同時期に来日公演も果たしている。これらの録音は現在、ブリリアント・クラシックスレーベルから20枚組の廉価盤（黄金時代のロマン派ピアノ協奏曲～知られざる名曲集）に収録され再発されている。スクリャービンのピアノ曲の全曲録音も実は彼が最初に実現させており、さらにチャイコフスキーやラフマニノフのピアノ曲全集も制作した。
モシュコフスキのピアノ協奏曲ホ長調を再録しているピアニストは、彼だけである。
1982年の来日時にはカメラータ東京にショパンのソナタのほか、リスト、モデスト・ムソルグスキーなどを録音、LPとして発売された。来日時にカメラータ東京でショパン等をスタジオ録音した際に「これまではレコード会社の求めに応じて録音してきたが、これからは自分でお金を出してでも納得のいくレコードを作りたい」旨を語っていた。日本ではカメラータ東京から発売された録音は、香港ではマルコポーロから販売されていた。
1990年代には仏DANTEレーベルから「Un-Edited Live（無修正ライヴ）」と銘打ったライヴCDが7点ほど発売された。1970年代後半から1990年代半ばにかけてミュンヘン等で開かれた演奏会のライヴ音源が主体で、ヨーゼフ・ハイドンやルートヴィヒ・ヴァン・ベートーヴェンなどの古典派から、お得意のリスト、フレデリック・ショパン、ロベルト・シューマン、ヨハネス・ブラームスなどのロマン派、モデスト・ムソルグスキーやアレクサンドル・スクリャービン、セルゲイ・ラフマニノフ、イーゴリ・ストラヴィンスキーといったロシア物、モーリス・ラヴェルまで、幅広いレパートリーを聴くことができる。ウラディミール・ホロヴィッツが愛用していたピアノを弾いた録音もあった。
同時期に、ドイツのクラヴィンス・ピアノ（Klavins：高さ 3.7mもある巨大な縦型のコンクール製据置ピアノ）を使ってショパン、リスト、ムソルグスキーなどを録音したCDも数点あった。
生前VoxBoxが絶版にした音源をdoronmusicが買い取って再発売していたが、没後の2023年はAppleが再配信している。

## 受賞歴
- 1956年 - ブゾーニ国際ピアノコンクール第4位
- 1958年 - ブゾーニ国際ピアノコンクール第3位[16]
- 1964年 - ブゾーニ国際ピアノコンクール優勝[17]
- 1964年 - エリザベート王妃国際音楽コンクールピアノ部門第6位[18]